# Pfarrkirche Lechaschau

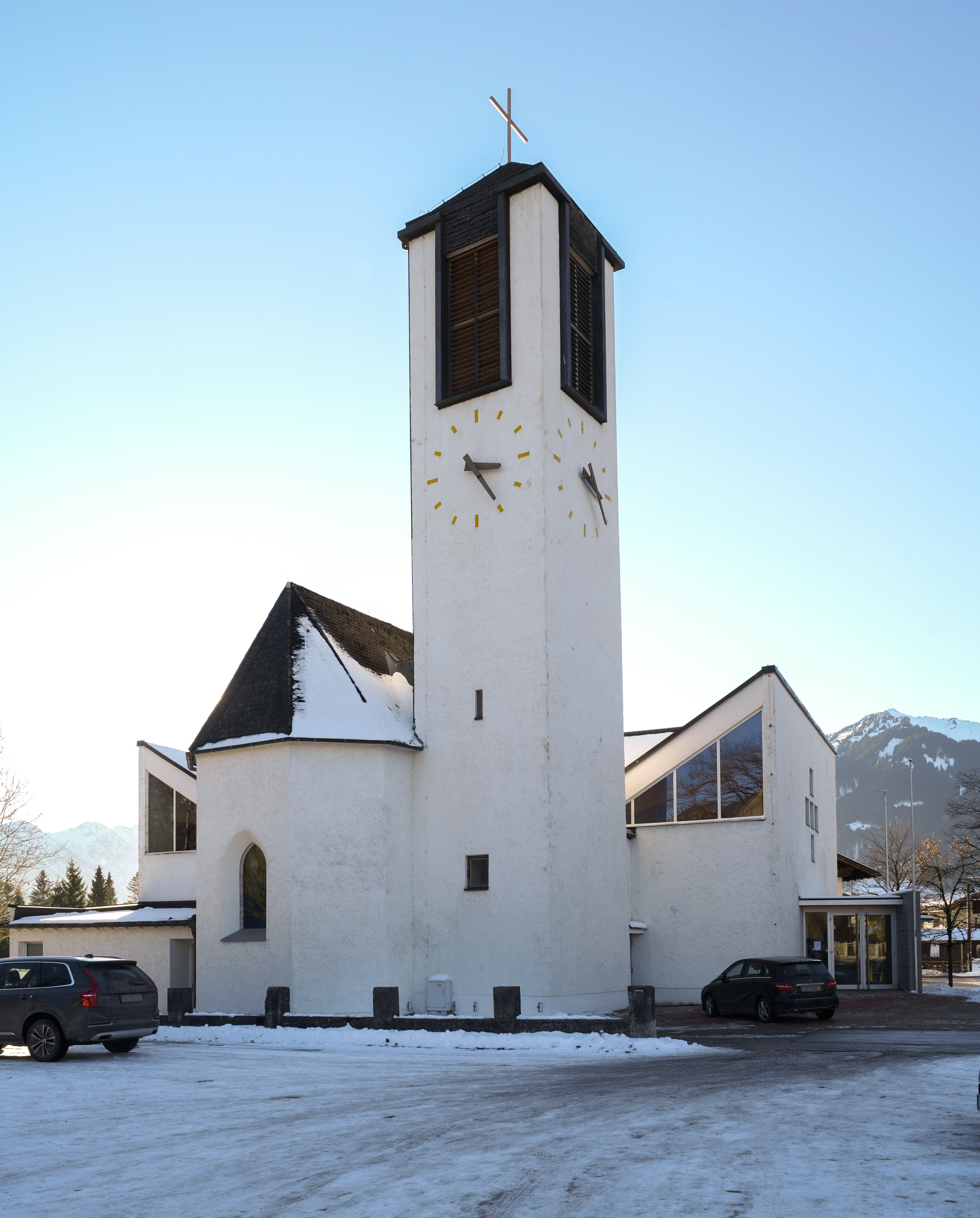
Kath. Pfarrkirche Heiliger Geist in Lechaschau von Nordosten

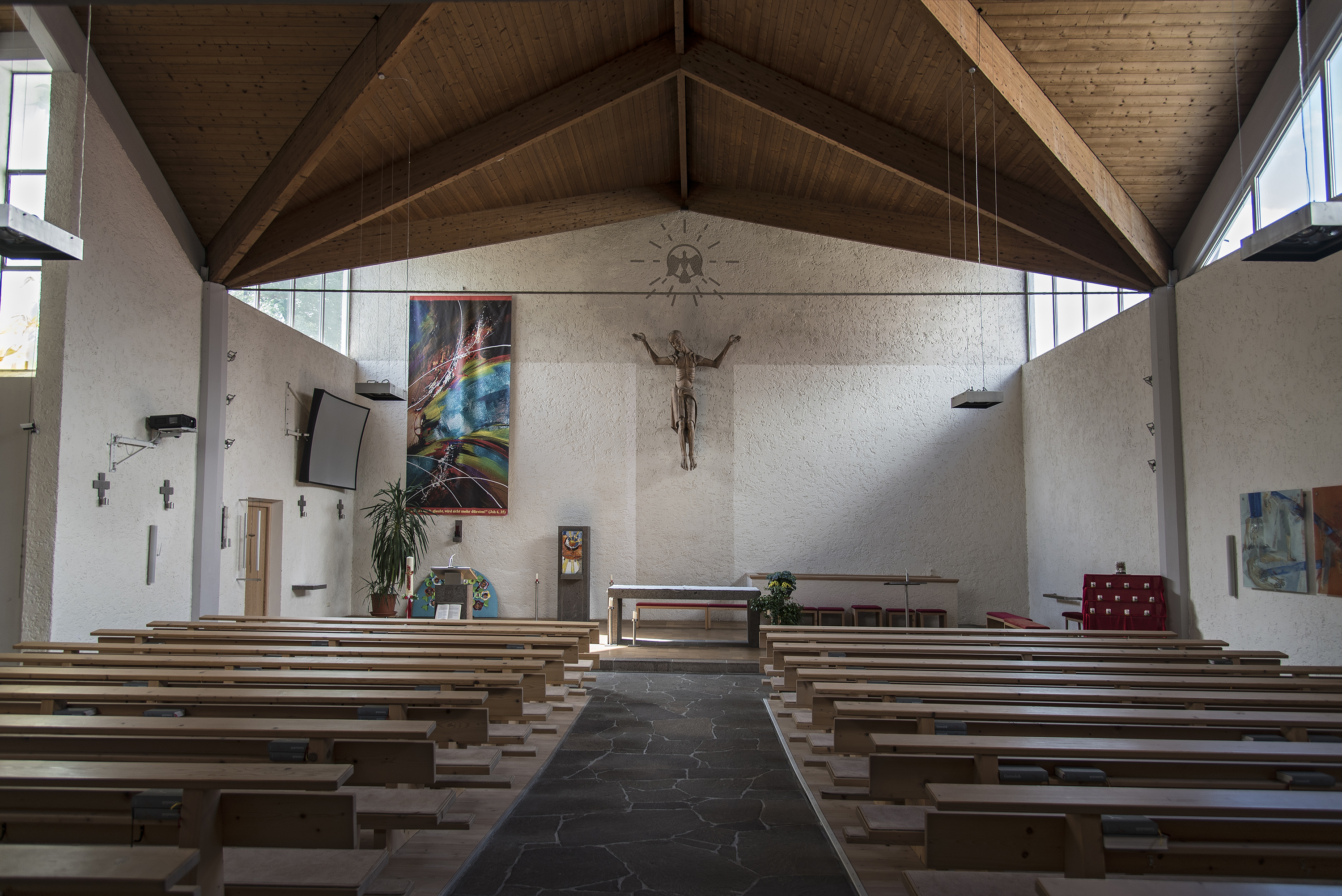
Im Langhaus der Moderne zur Altarwand

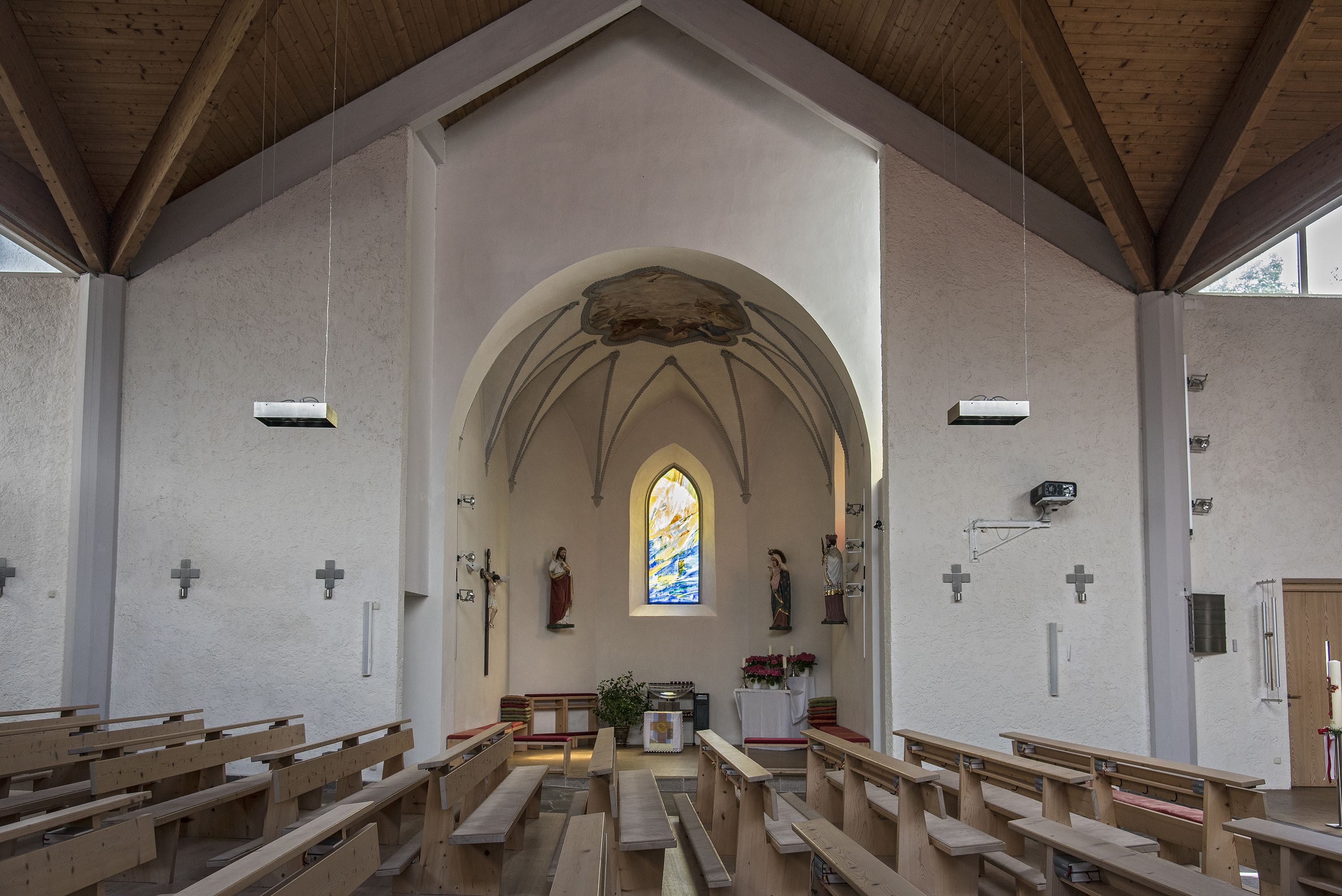
Im Langhaus mit Blick zum alten Chor

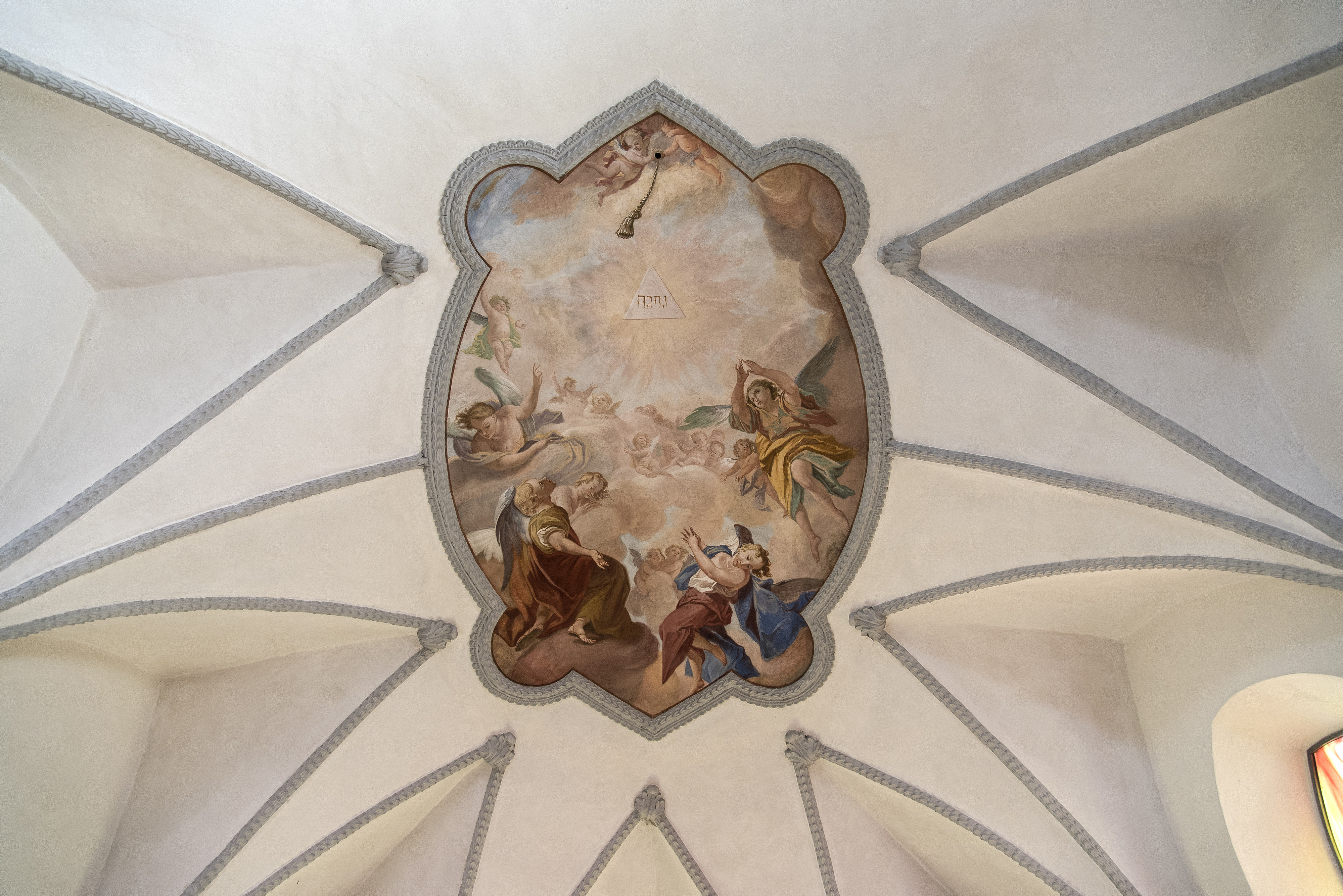
Fresko Verehrung Gottes (Tetragramm) im Gewölbescheitel des Chores

Die römisch-katholische Pfarrkirche Lechaschau steht an der Lechbrücke im Südosten der Gemeinde Lechaschau im Bezirk Reutte in Tirol. Die dem Heiligen Geist geweihte Pfarrkirche gehört zum Dekanat Breitenwang in der Diözese Innsbruck. Die Kirche steht unter Denkmalschutz.

## Geschichte
Eine Kapelle wurde zum Ende des 14. Jahrhunderts urkundlich genannt. 1431 wurde urkundlich neben der Kirche ein Spital erwähnt. Um 1480 erfolgte ein spätgotischer Kirchenneubau. Von 1964 bis 1967 wurde das Langhaus der Kirche abgetragen und durch ein quer dazu gestelltes rechteckiges Langhaus der Moderne nach den Plänen des Architekten Ingo Feßler ersetzt, von der alten Kirche blieben der Chor und der Turm erhalten. Am 9. Juli 1967 wurde die neue Kirche geweiht. Von 2006 bis 2008 wurde der Altarraum nach Plänen von Sighard Wacker neu gestaltet.
Ursprünglich eine Expositur der Pfarre Wängle, wurde Lechaschau 1957 zur Lokalkaplanei und 1967 zum Pfarrvikariat erhoben.

## Architektur
Das moderne Langhaus ist mit einem mehrteiligen, quergestellten Grabendach mit an der Ost- und Westwand nach innen abfallenden Dachflächen gedeckt. Die dadurch entstehenden Dreiecksformen bieten den Raum tür die an den Längsseiten verlaufenden Fenster. Als weitere Lichtquelle dient das aus fünf in Kreuzform angeordneten Quadraten bestehende Fenster an der Eingangsfassade.
Im Inneren weist das Langhaus ein leichtes Gefälle zum um eine Stufe erhöhten Altarraum auf. Der Saalraum wird von einer verschalten Holzdecke mit sternförmig angeordneten Unterzügen überspannt. Über dem Eingangsbereich befindet sich eine freistehende Empore mit doppelseitigen Treppenläufen.
Der erhaltene zweijochige spätgotische Chor mit einem Dreiachtelschluss mit einem Stichkappengewölbe dient heute als Seitenkapelle, die Stichkappen sind mit Schuppenleistenstuck verziert. Der Scheitel des Gewölbes zeigt das Fresko Verehrung des heiligen Geistes durch die Engel von 1772/1774 nach dem Vorbild Paul Trogers, das nach der Restaurierung 2006/07 Johann Jakob Zeiller zugeschrieben werden konnte.
Der im Kern spätgotische Turm steht nördlich am Chor. Er wurde im Zuge des Neubaus im oberen Bereich umgestaltet und erhielt bis zum Dachansatz reichende Schallfenster und ein sehr flaches Pyramidendach.

## Ausstattung
Im Zentrum des Altarraums steht ein Steinaltar in der Form eines großen Tisches, links davon der ebenfalls steinerne Ambo. Über dem Altar an der Altarwand hängt ein 3 Meter hoher Christus-Corpus, der 1977 von Rudolf Millonig geschaffen wurde.  In der Seitenkapelle, dem alten Chor, befinden sich Figuren des hl. Johannes Nepomuk, eine Madonna mit Kind und Herz Jesu sowie ein Kruzifix mit der Signatur Fr. Xa. Nissl inv. et perfecit. 1802 und Fr. Ser. Nissl renoviert 1831. Das Glasfenster im Chor wurde 2006 von Patricia Karg entworfen.

## Glocken
Im Turm hängen vier Glocken. Eine Glocke wurde 1484 von Stephan Wiggau in Augsburg gegossen, sie zählt zu den ältesten Glocken Tirols. Im Zweiten Weltkrieg sollte sie für Rüstungszwecke eingeschmolzen werden, aber da ihr historischer Wert erkannt wurde, blieb sie unversehrt und kehrte nach dem Krieg nach Lechaschau zurück. Sie wurde zunächst in der Ottilienkapelle und seit 1978 im Gebäude der Sparkasse ausgestellt. Erst 2016 wurde sie wieder im Kirchturm aufgehängt. Die Glocke ist mit zwei Maßwerkfriesen und kleinen Reliefs verziert. Die Umschrift ave maria gracia plena dominvs decvm · steffan Wiggaw gos mich zv avgspvrg 1484 gibt den Anfang des Ave Maria wieder und nennt den Gießer.
Zwei weitere Glocken stammen von J. A. Strobl (1785) bzw. Johann Falger (1890). 2015 wurde die Heilig-Geist-Glocke von Grassmayr gegossen.